# Ferrate de potassium
Le ferrate de potassium est un composé de formule K2FeO4. Le fer à l'état d'oxydation +VI (anion ferrate(VI)) que comporte ce sel paramagnétique (violet) lui confère un fort pouvoir oxydant.

## Synthèse
Ce composé peut être préparé au laboratoire par l'oxydation d'une solution basique d'un sel de fer(III) par des ions Hypochlorites :
3 ClO− + 3 Fe(OH)3(H2O)3 + 4 K+ + 4 OH− → 3 Cl− + 2 K2FeO4 + 11 H2O

## Structure
Le sel possède la même structure que K2MnO4, K2SO4 et K2CrO4. Le solide est ainsi constitué d'ions FeO42− tétraédriques et K+, avec une distance Fe-O de 166 pm.

## Réactions
K2FeO4 est rapidement décomposé en solution acide :
4 K2FeO4 + 4 H2O → 3 O2 + 2 Fe2O3 + 8 KOH
À pH élevé, les solutions de K2FeO4 sont plus stables.